# Palazzo Arrighetti-Gaddi
Palazzo Arrighetti-Gaddi si trova in via del Giglio a Firenze. Il nome non è legato al passaggio da una famiglia all'altra, ma a una vera e propria unione di due palazzi confinanti, palazzo Gaddi e palazzo Arrighetti, avvenuta nel Settecento.

## Storia e descrizione
In questa zona della città i Gaddi, famiglia dei celebri pittori Taddeo e Agnolo, ma anche di uomini politici e di ricchi mercanti, aveva numerosi possedimenti: nella vicina piazza della Madonna degli Aldobrandini il palazzo Gaddi è uno dei più antichi di famiglia e si riconosce per i tipici sporti, mentre l'antistante edificio d'angolo con via del Melarancio sorge sul luogo del celebre giardino chiamato Paradiso dei Gaddi, cantato da John Milton, che fu probabilmente ospitato nell'allora Palazzo Arrighetti.
Furono i Gaddi a comprare il cinquecentesco palazzo degli Arrighetti e a far costruire un nuovo corpo di fabbrica dall'unione con alcuni loro edifici.
All'interno si trova un atrio che porta allo scalone monumentale, dove si trova una scultura di Ercole in riposo lungo la balaustra. Al piano nobile sono presenti alcune sale magnificamente affrescate, tra le quali spicca quella con l'affresco sul soffitto attribuito da Luca Giordano e completata da altre pitture e stucchi.
Oggi vi è ospitato un hotel della catena The Dedica Anthology.

## Galleria d'immagini

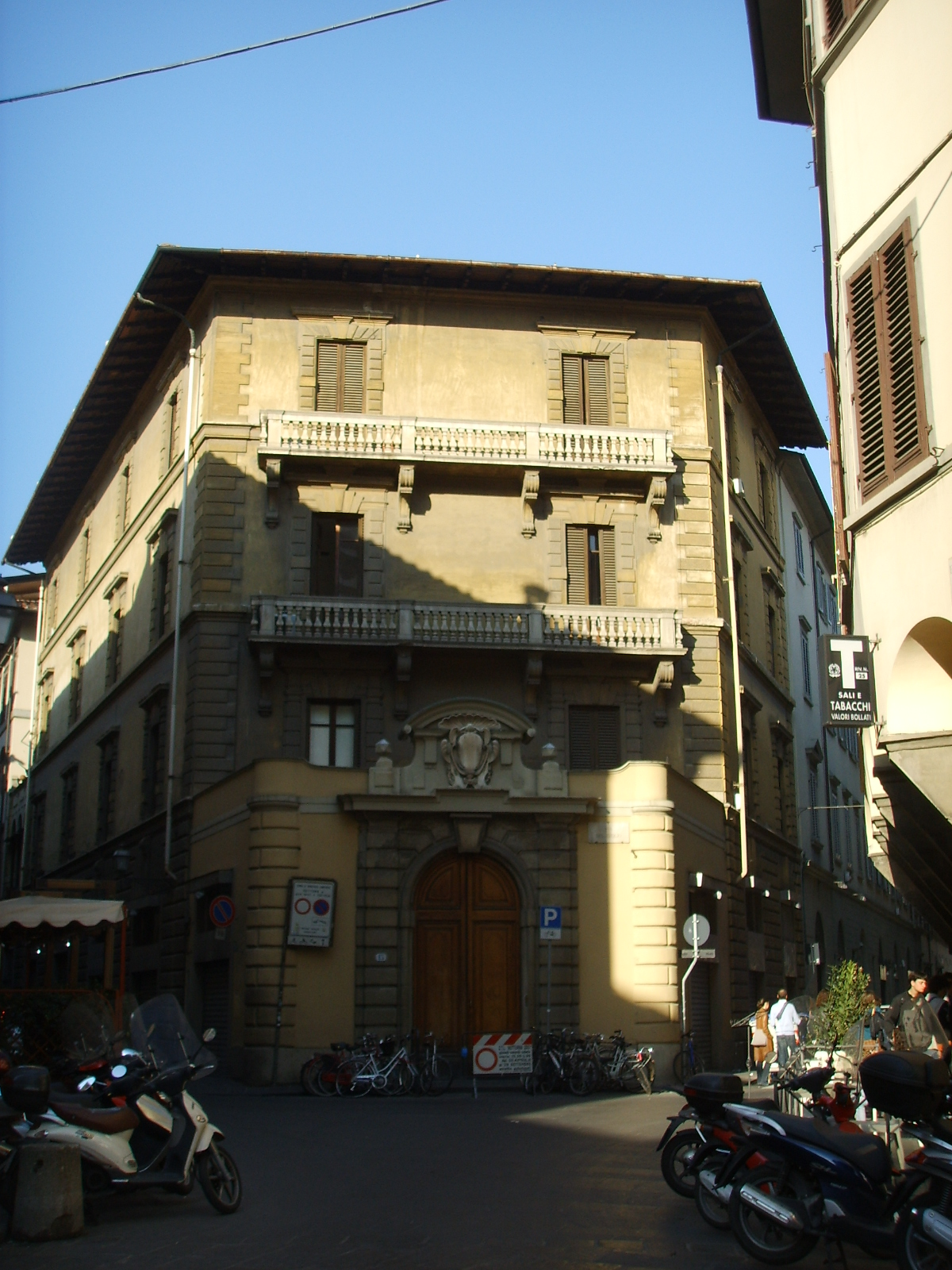
Entrata superstite del "Paradiso dei Gaddi"
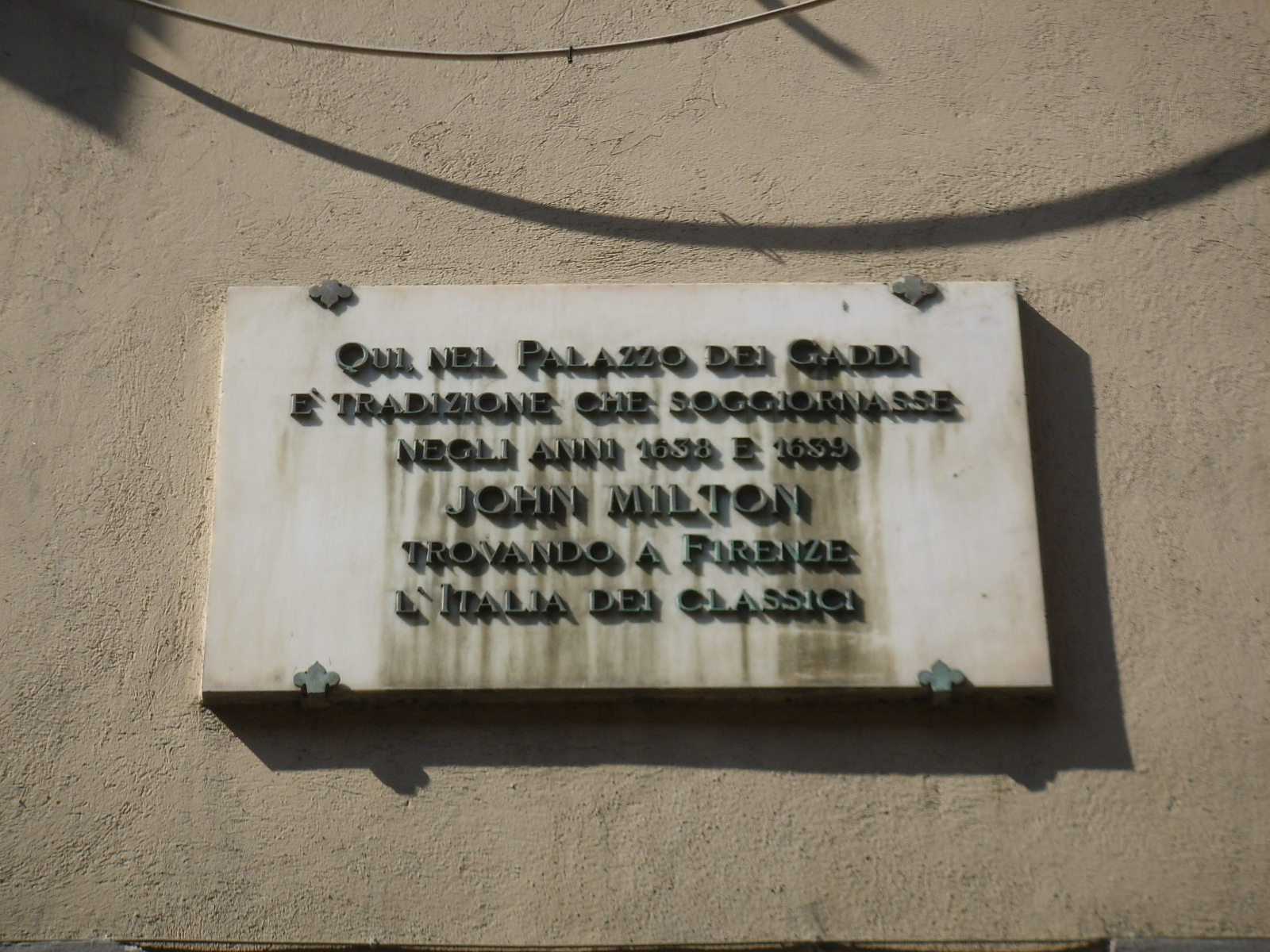
Targa che ricorda John Milton